# Bulbophyllum dayanum
Bulbophyllum dayanum es una especie de orquídea epifita originaria de Asia.

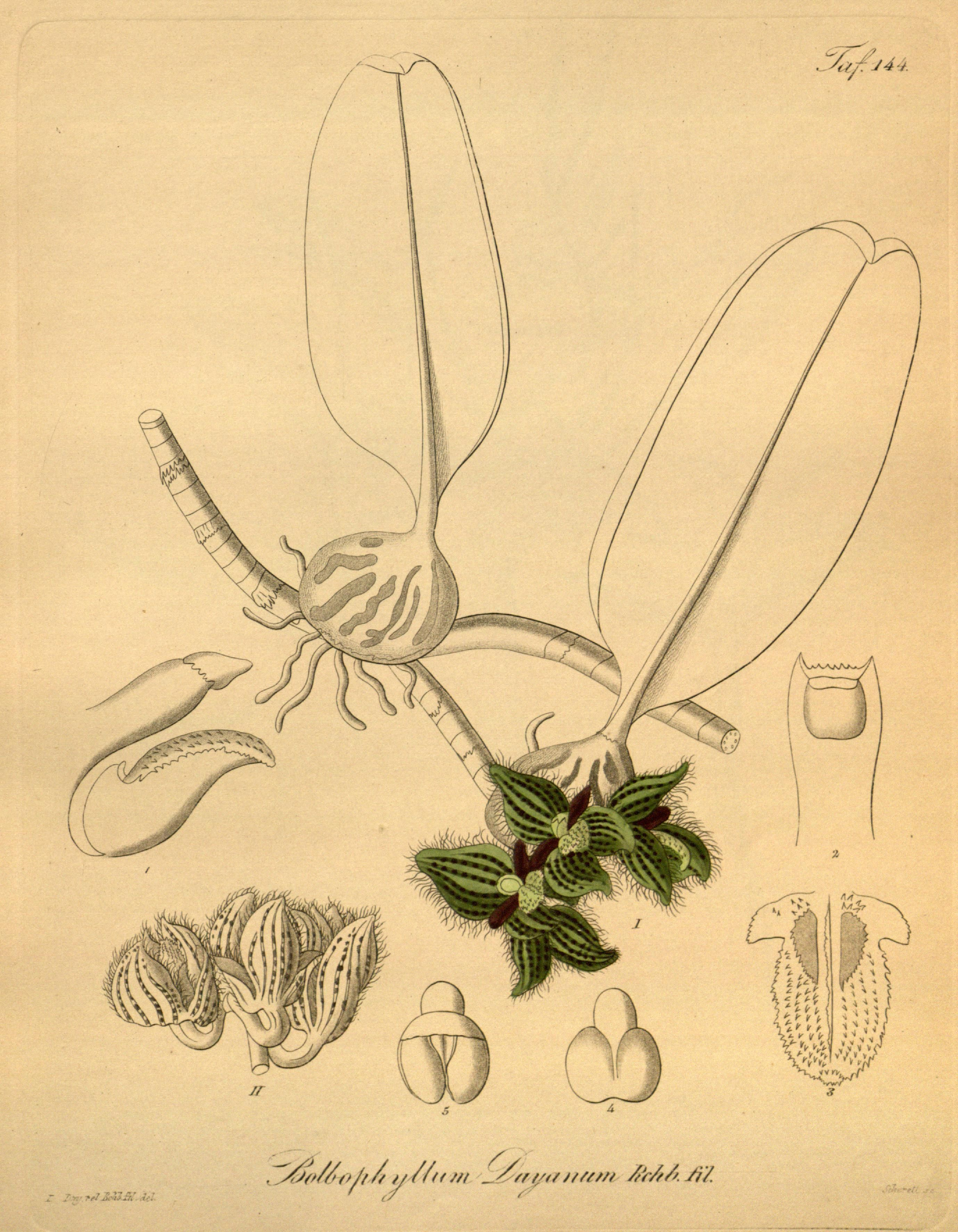
Ilustración

## Descripción
Es una orquídea de pequeño tamaño que prefiere el clima cálido, con hábitos epifita y con un rizoma rastrero, globoso a ovoide, con pseudobulbos canalizados que llevan una sola hoja apical alargada,   coriácea que es de color verde oscuro por encima y por debajo de color púrpura. Florece en la primavera y el verano en una inflorescencia basal, muy corta, de 2 a 5 flores  malolientes que se mantienen por debajo de las hojas al lado del rizoma. Esta planta necesita mucha agua, así como de sombra profunda, en una canasta de madera con corteza y cubierto de musgo.

## Distribución y hábitat
Se encuentra en la India, Birmania, Camboya, Vietnam y Tailandia en los bosques de tierras bajas, secas semi-caducas y caducas y bosques de como de la sabana en las elevaciones desde el nivel del mar hasta los 700 a 1.300 metros en lugares mojados, más sombríos y zonas más frías. 

## Taxonomía
Bulbophyllum dayanum fue descrita por Heinrich Gustav Reichenbach y publicado en The Gardeners' Chronicle & Agricultural Gazette 434. 1865.
Etimología
Bulbophyllum: nombre genérico que se refiere a la forma de las hojas que es bulbosa.
dayanum: epíteto otorgado en honor de Day, un entusiasta inglés de las orquídeas de los años 1800.
Sinonimia
- Bulbophyllum dyphoniae Tixier
- Bulbophyllum hispidum Ridl.
- Phyllorchis dayana (Rchb. f.) Kuntze
- Phyllorkis dayana (Rchb.f.) Kuntze[3][4]